# ایلها داس فلورس
ایلها داس فلورس (به پرتغالی: Ilha das Flores) یک منطقهٔ مسکونی در برزیل است که در سرژیپه واقع شده‌است. ایلها داس فلورس ۵۴٫۶۴ کیلومتر مربع مساحت و ۸٬۵۲۱ نفر جمعیت دارد.